# Koya Yuruki
Koya Yuruki (汰木 康也, Yuruki Koya), né le 3 juillet 1995, est un footballeur japonais évoluant au poste d'ailier gauche ou milieu gauche au Vissel Kobe.

## Biographie
Yuruki commence sa carrière professionnelle en 2014 avec le club du Montedio Yamagata, club de J2 League. Il dispute un total de 102 matchs avec le club. En 2019, il est transféré au Urawa Red Diamonds, club de J1 League. En 2019, Urawa termine vice-champion de Ligue des champions de l'AFC.